# Angaria vicdani
Angaria vicdani là một loài ốc biển trong họ Angariidae.

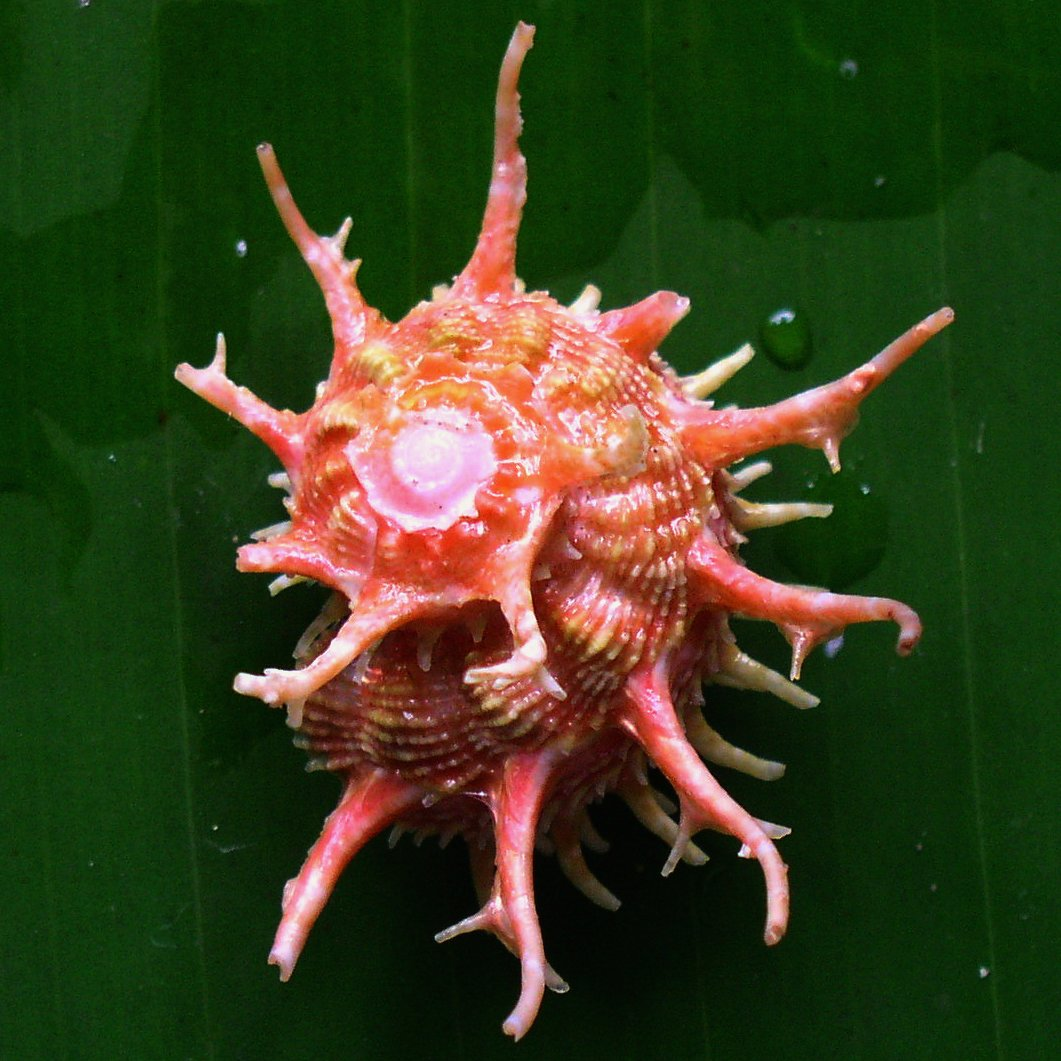
Apical view

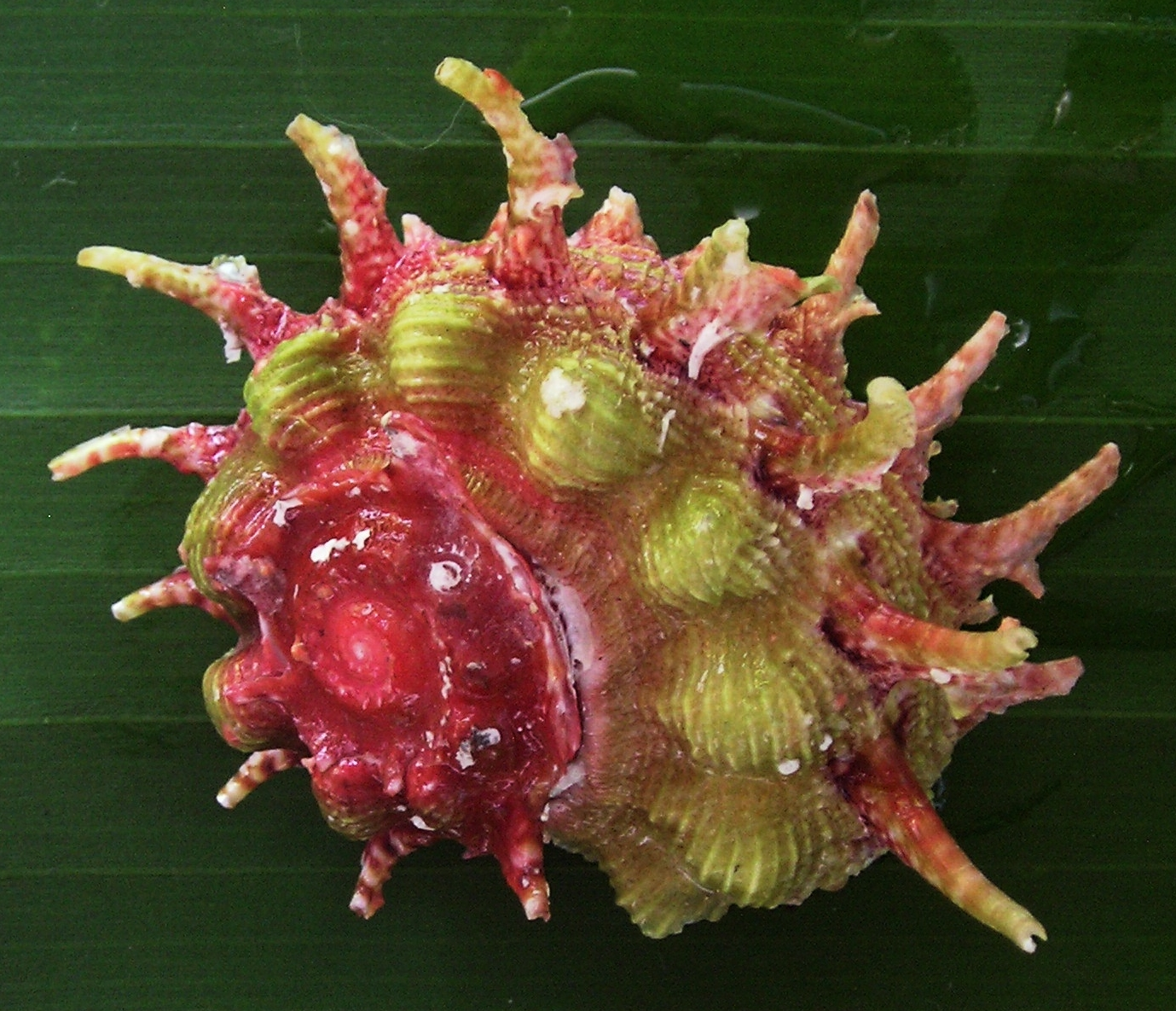
A shell with very broken spines

## Hình ảnh

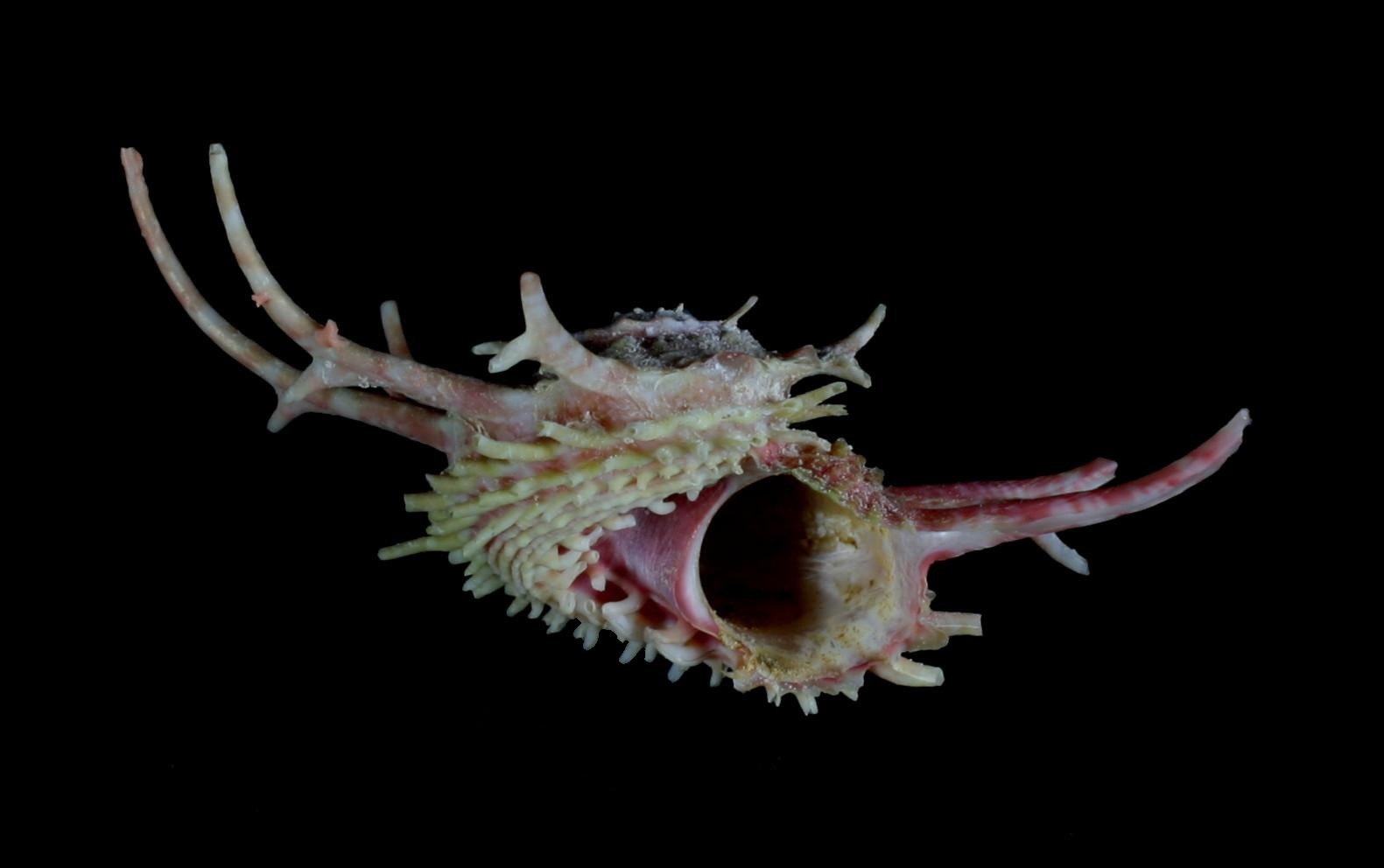
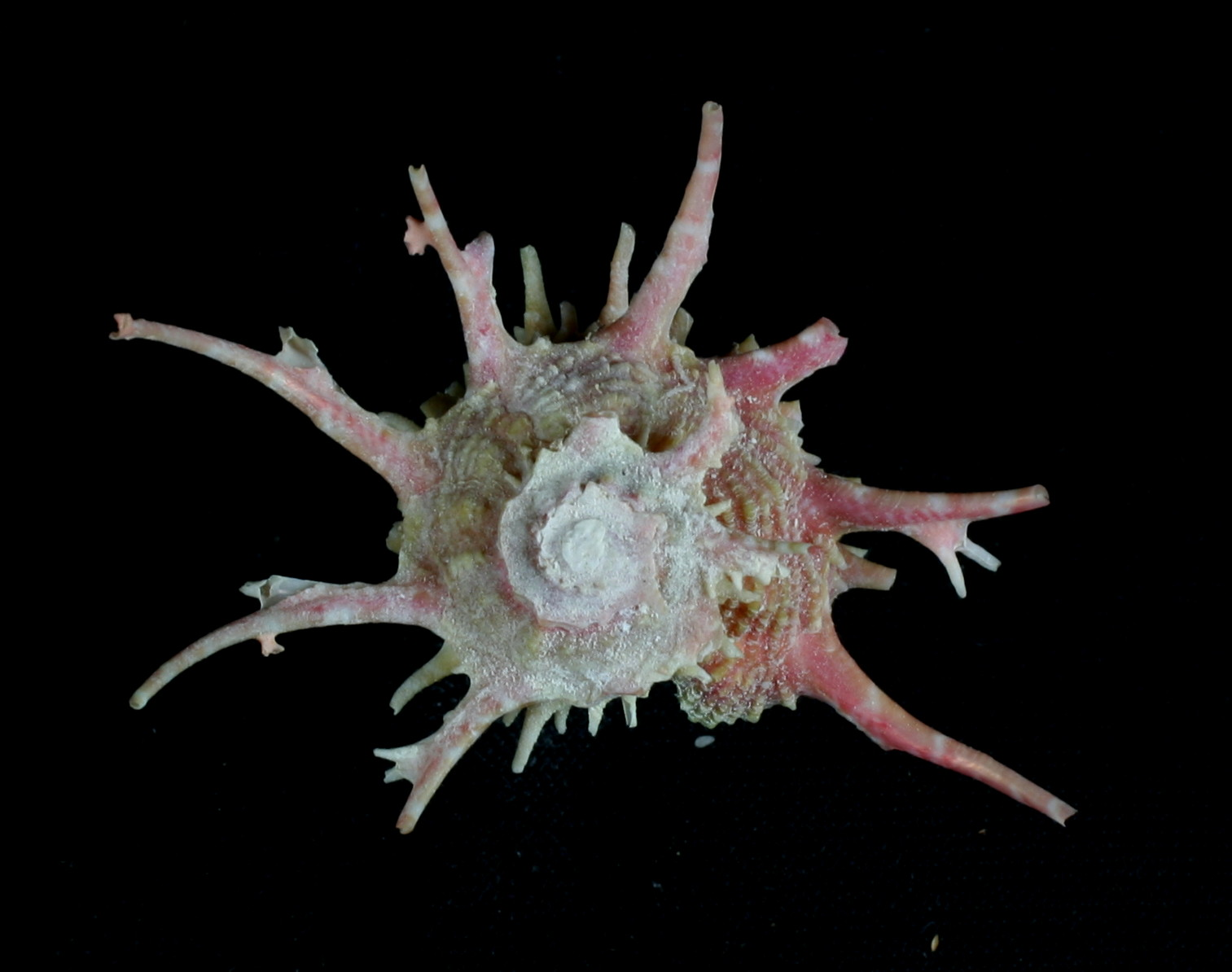
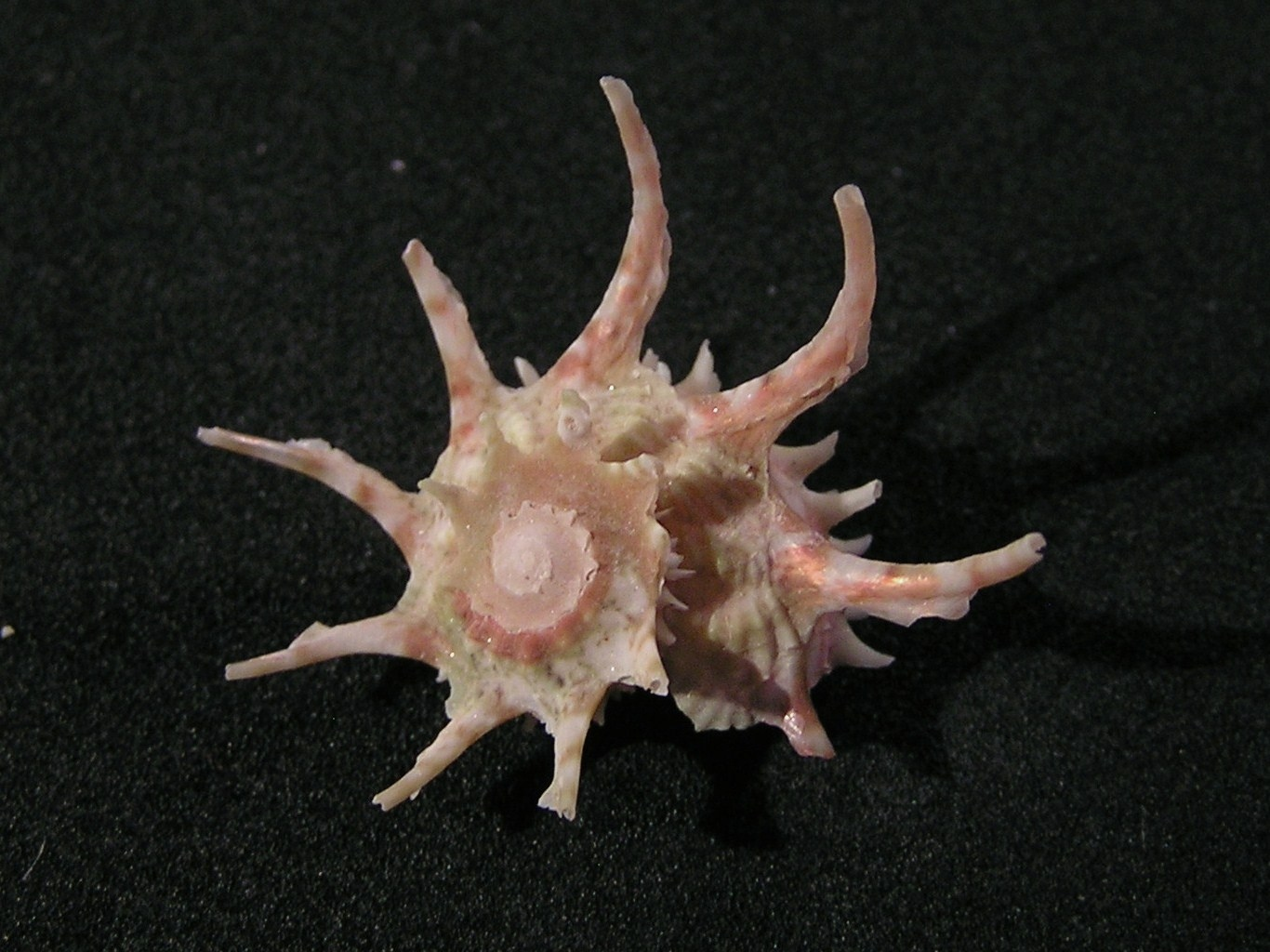
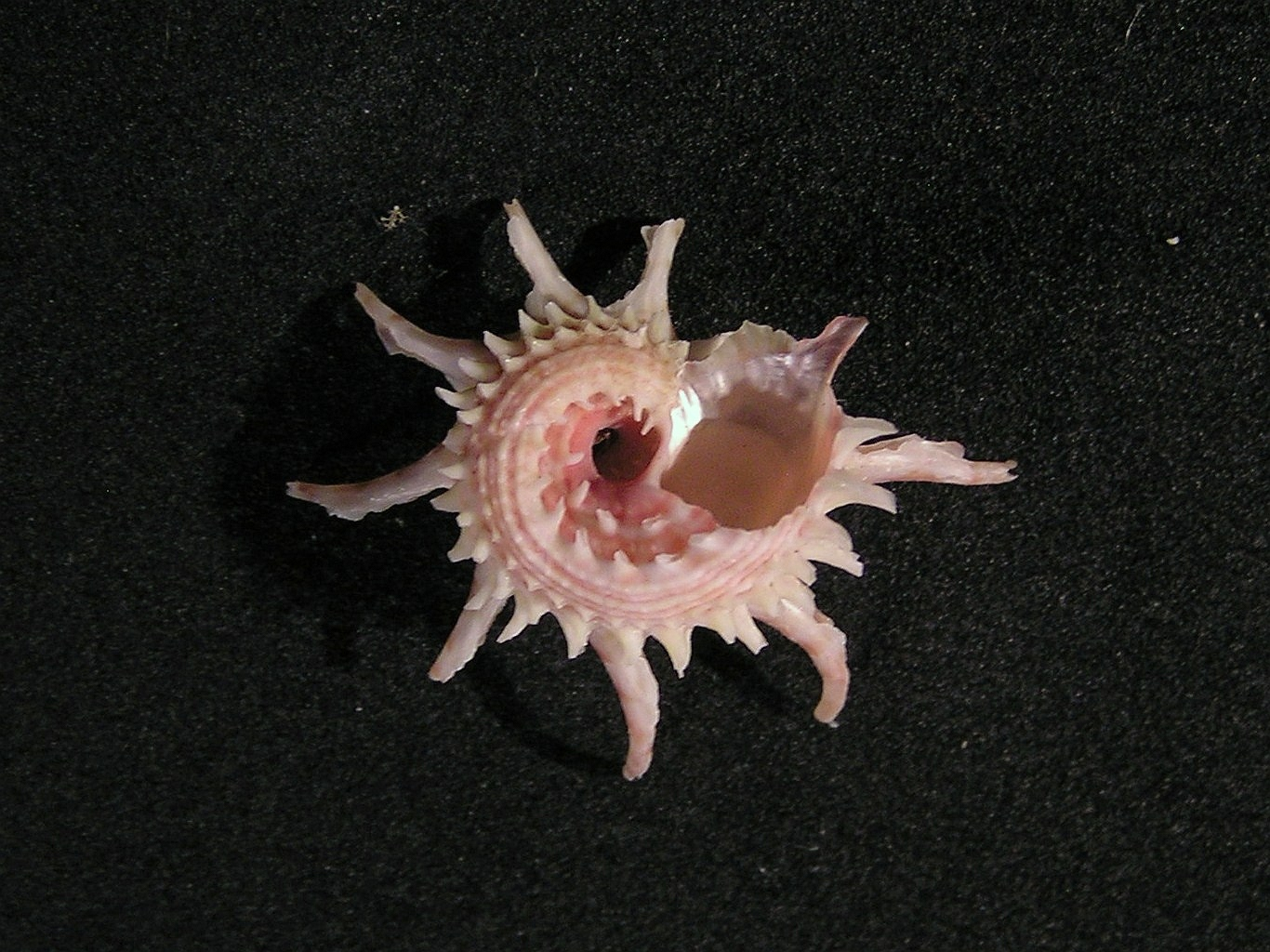